# 乙姫式
乙姫式（おとひめしき、1986年2月2日 - ）は日本の小説家（ライトノベル作家）。東京都出身。東京都在住。

## 主な作品
- 表裏世界のソーマキューブ[1]（『ファミ通文庫』、エンターブレイン、イラスト：tsucaco）
  - 表裏世界のソーマキューブ パンツは誰のもの?
  - 表裏世界のソーマキューブ パンツはどこに消えた?
- みぃくんのちくわぶ(＋俺)（『ファミ通文庫』、エンターブレイン、イラスト：雛咲）